# John Murray (11e duc d'Atholl)
Pour les articles homonymes, voir John Murray et Murray.
John Murray (né le 19 janvier 1929 à Johannesburg et mort le 15 mai 2012), est un duc écossais. Il succède à son cousin George Murray le 27 février 1996, au titre de 11e duc d'Atholl en Écosse.
Il est le fils du major George Murray (1884-1940) et de Joan Eastwood. Il épouse Margaret Leach, fille de Leonard Ronald Leach, le 15 décembre 1956. Ensemble ils ont trois enfants :
- Bruce George Ronald Murray, (12e duc d'Atholl) (né le 6 avril 1960)
- Craig John Murray (né en 1963)
- Jennifer Murray (né le 8 février 1958)

John Murray est diplômé de l'Université de Witwatersrand de Johannesburg (Afrique du Sud), avec un baccalauréat ès sciences (génie) (B.Sc.)
Il vivait depuis 1999 à Haenertsburg en Afrique du Sud.

## Sources
- Richard J.Stewart, Convenor Murray Clan Society, Edinburgh, Scotland cousin of John 11th. Duke of Atholl
- Ressources relatives à la vie publique :   - Hansard 1803–2005
  - Parlement du Royaume-Uni